# Polypedates macrotis
Polypedates macrotis é uma espécie de anfíbio da família Rhacophoridae.
Pode ser encontrada nos seguintes países: Brunei, Indonésia, Malásia, Filipinas e Tailândia.
Os seus habitats naturais são: florestas subtropicais ou tropicais húmidas de baixa altitude, regiões subtropicais ou tropicais húmidas de alta altitude, marismas de água doce, marismas intermitentes de água doce e canals e valas.